# Tajwan (prowincja Chińskiej Republiki Ludowej)
Tajwan – region obejmujący wyspę Tajwan (wraz z mniejszymi okalającymi ją wysepkami) uważany formalnie przez Chińską Republikę Ludową za jej 23 autonomiczną prowincję. W rzeczywistości region ten kontrolowany jest przez Republikę Chińską, de facto nigdy nie wchodząc w skład ChRL.
Tajwan posiada swoich przedstawicieli w Ogólnochińskim Zgromadzeniu Przedstawicieli Ludowych. Nie są oni jednak wybierani na Tajwanie, lecz w Chinach kontynentalnych przez kolegium elektorskie osób pochodzenia tajwańskiego.